# Sepiola
Sépioles, Seiches naines
Genre
Sepiola est un genre de céphalopodes de la famille des Sepiolidae. Ces espèces, apparentées aux seiches, sont appelées communément Sépioles ou Seiche naine.

## Liste des espèces
Selon World Register of Marine Species (10 septembre 2023) :
- Sepiola affinis Naef, 1912
- Sepiola atlantica d'Orbigny, 1842
- Sepiola boletzkyi Bello & Salman, 2015
- Sepiola bursadhaesa Bello, 2013
- Sepiola intermedia Naef, 1912
- Sepiola robusta Naef, 1912
- Sepiola rondeletii Leach, 1817
- Sepiola rossiaeformis Pfeffer, 1884
- Sepiola steenstrupiana Levy, 1912
- Sepiola tridens de Heij & Goud, 2010

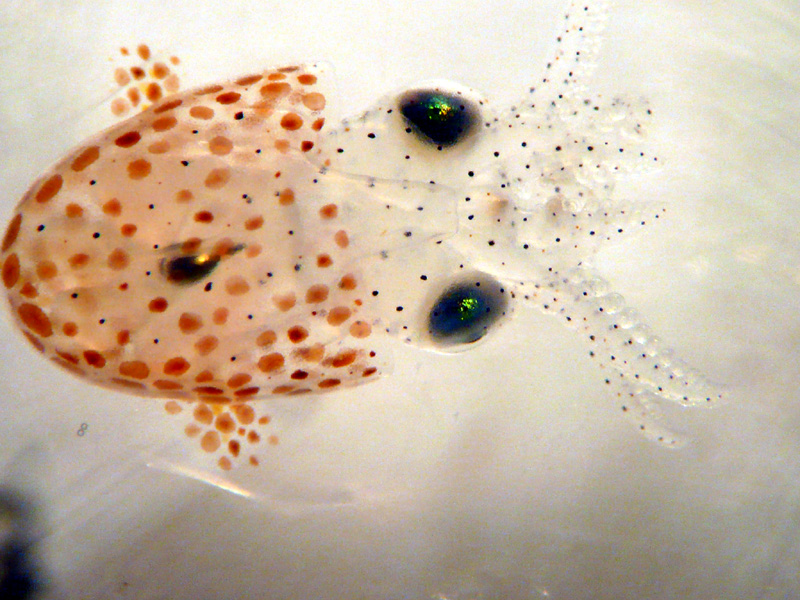
Sepiola atlantica, juvénile.
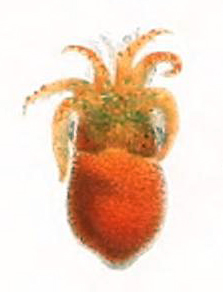
Sepiola aurantiaca.
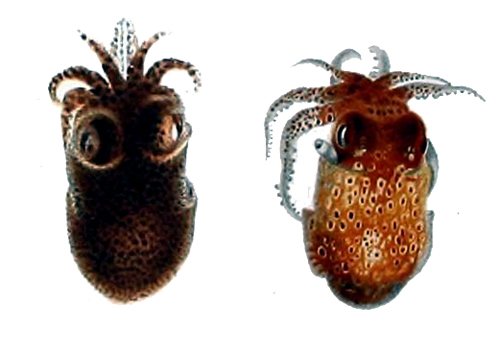
Sepiola rondeleti.

## Systématique
Le nom valide complet (avec auteur) de ce taxon est Sepiola Leach, 1817.
Sepiola a pour synonyme :
- Heterosepiola Grimpe, 1922

## Publication originale
- W.E. Leach, « Synopsis of the orders, families and genera of the class Cephalopoda » in (en) W.E. Leach, The Zoological Miscellany; being descriptions of new or interesting animals, vol. 3, Londres, 1817, 151 p. (lire en ligne), p. 137-141.